# История Сан-Марино

## Основание и Средневековье
Основание Сан-Марино легенда приписывает св. Марину, бежавшему в 298—300 годы из Далмации (остров Раб в современной Хорватии) от религиозных преследований и работавшему некоторое время на месте современного Римини в качестве каменотёса. Он открыл каменоломни в горе Титано (Монте-Титано), а затем, ища уединения, построил себе маленькую келью на её вершине и удалился от мира. Слава его святой жизни привлекала к нему толпы богомольцев, и скоро около его кельи образовался небольшой монастырь. Этот монастырь, названный по имени своего основателя, несомненно существовал уже в конце VI века и жил самостоятельной жизнью, не завися в политическом отношении ни от кого из соседей.
В течение следующих веков его имя несколько раз упоминается в исторических памятниках; по-видимому, он все время сохранял политическую самостоятельность. В 951 году герцог Беренгар II укрывался в «общину Сан-Марино» от победоносного оружия императора Оттона.
Во время набегов на Италию мадьяр и сарацин община укрепилась валами и стенами. В начале второго тысячелетия она управлялась народным собранием, состоявшим из глав семейств. В XIII веке власть народного собрания заменена властью избранного Генерального Совета. С XI по XIII века владения республики несколько расширились путём покупки небольших клочков земли у соседей.

## Борьба против папской власти
В XIII веке Сан-Марино, находившееся между владениями графов Монтефельтро (в Сан-Лео), сторонников гибеллинов, и городом Римини, стоявшим за гвельфов, было вовлечено в борьбу между этими двумя партиями. Сан-Марино заключило союз с графами Монтефельтро, за что подверглось проклятию папы Иннокентия IV.
Папы несколько раз делали попытку завладеть Сан-Марино, но без успеха. Большой опасности подверглась республика, когда в Римини захватил власть Малатеста. Чтобы оборониться от его замыслов, Сан-Марино заключило договор с Альфонсом V Арагонским, королём Неаполя, и в последовавшей войне захватило сильный замок Фьорентино, принадлежавший Малатесте; после войны замок остался за республикой. К её же помощи прибег и папа Пий II в 1462 году, в войне против Малатесты; помощь оказалась ценной, и в результате войны деревни Серравалле, Фаэтано и Монтеджиардино остались за республикой.
В XVI веке папы несколько раз отдавали Сан-Марино в лен разным лицам, но по разным причинам захват его не мог состояться. В 1543 году папское войско в 500 человек, сделавшее попытку завладеть городом ночью, заблудилось в ущельях горы Титано и должно было вернуться ни с чем. День этой бескровной победы доныне празднуется в республике.
В 1631 году соседнее герцогство Урбино было присоединено к папским владениям; вместе с этим Сан-Марино оказалось анклавом, со всех сторон окруженным ими. Папа Урбан VIII согласился признать независимость республики и предоставить ей свободу от таможенных пошлин при вывозе из неё товаров в Папскую область (1631). Поводом к дальнейшим столкновениям служило право убежища, которое Сан-Марино предоставляло всем беглецам из Папской области.

## XVIII век
В 1739 году два сан-маринца, П. Лолли и М. Белзоппи, недовольные правительством, устроили заговор для его низвержения и восстановления власти народного собрания, но были вовремя арестованы. Папский легат в Романье, кардинал Альберони, по всей вероятности, бывший ранее с ними в сношениях, потребовал их освобождения и предания духовному суду. Республика отказала. Тогда Альберони арестовал всех находившихся вне родины сан-маринских патрициев, закрыл границу республики для ввоза и вывоза товаров и двинулся с войском на Сан-Марино, которое и занял при поддержке духовенства и части населения, сочувствовавшей заговорщикам.
Большинство населения было против него: согнанное в собор для принесения присяги папе, оно отказалось от этого; тогда толпа народа была заперта в соборе и несколько дней голодом вынуждена к присяге. Однако папа Климент XII не одобрил поведения кардинала и восстановил республику, нашедшую сильных ходатаев при его престоле.

## XIX век
Сан-Марино уцелело и в эпоху революционных войн; даже сам Наполеон I предложил ему дружеский союз. Венский конгресс тоже не тронул республики.
С 1831 года Сан-Марино часто являлось убежищем для политических эмигрантов.
В 1849 году Гарибальди со своим отрядом, преследуемый австрийцами, подошёл к границе Сан-Марино. Правительство не решилось дозволить ему доступ на территорию республики, ограничившись присылкой ему съестных припасов. Вынуждаемый необходимостью, Гарибальди самовольно вступил в пределы республики и через несколько дней с частью отряда (250 человек) ночью прокрался мимо австрийских войск. Остальная часть отряда была обезоружена республикой и по её ходатайству отпущена на свободу. После этого на территории республики укрылось несколько депутатов бывшего римского парламента; республика сначала отказалась их выдать, но когда подошёл папский генерал Марциани с войском в 4000 человек, она не воспрепятствовала ему войти в город и арестовать 32 эмигранта.
В самом Сан-Марино в это время появились различные политические партии: партия независимости, партия клерикальная, партия демократическая, стремившаяся к присоединению к Италии. Жертвой борьбы партий явился статс-секретарь Бонелли, убитый на улице политическими противниками (1853); затем последовало ещё несколько политических убийств. Папа Пий IX, воспользовавшись ими, хотел присоединить Сан-Марино к своим владениям; республика обязана была своей независимостью заступничеству Наполеона III.
Стоявшая в стороне от театра борьбы в 1859—1860 годах, она уцелела во время объединения Италии и в 1862 году заключила с ней договор о добром соседстве и торговый трактат; и то, и другое было возобновлено в 1872 году.
В сентябре 1905 прогрессивно настроенные члены Большого генерального совета подали в отставку, протестуя против консервативного курса правительства. В октябре сторонники реформ созвали «открытое народное собрание», на которое пришло множество граждан Сан-Марино. Был образован «Комитет за Аренго», который потребовал отставки правительства и созыва Аренго (собрания глав семей). 26 марта 1906 собрались 805 глав семей и приняли решение о проведении периодических выборов членов Большого генерального совета. 10 июня 1906 состоялись первые всеобщие выборы.
Новые власти отменили привилегии носителей дворянских титулов и заключили соглашение с Италией, предоставлявшее Сан-Марино более выгодные таможенные платежи.

## Первая мировая война
В то время как Италия объявила войну Австро-Венгрии 23 мая 1915 года, Сан-Марино сохраняло нейтралитет. Итальянские власти подозревали, что австрийские шпионы могут найти в республике убежище и получить доступ к её новой радиотелеграфной станции, поэтому была совершена попытка ввести на территорию республики подразделение карабинеров и прервать телефонную связь с ней, если республика не подчинится Италии.
Две группы по десять добровольцев в каждой присоединились к итальянским силам, чтобы сражаться на фронте. Одна группа была боевой, а вторая — медицинским отрядом, работавшим в полевом госпитале под эгидой Красного Креста. Именно наличие этого госпиталя позже стало причиной, по которой австрийские власти разорвали дипломатические отношения с Сан-Марино.
Несмотря на пропагандистские статьи в Нью-Йорк Таймс, которые ещё 4 июня 1915 года требовали, чтобы Сан-Марино объявило войну Австро-Венгрии, республика так и не объявила войну Австро-Венгрии.

## Межвоенный период
После окончания войны в Сан-Марино безработица продолжала расти, с ноября 1918 проходили забастовки служащих и рабочих. В Сан-Марино оформилась католическая Народная партия, которая добилась роспуска Совета и проведения новых всеобщих выборов в ноябре 1920, на которых она одержала убедительную победу.
В период установления фашизма в Италии в начале 1920-х годов в Сан-Марино скрывались многие социалисты и анархисты, спасавшиеся от фашистского террора. Но летом 1921 года правительство Сан-Марино ввело цензуру печати, разместило в республике итальянских карабинеров и отменило право на убежище. Большинство итальянских политических эмигрантов были арестованы и выданы итальянским властям.
Летом 1922 фашисты начали террор в Сан-Марино, они нападали на помещения профсоюзов, дома левых политических деятелей и активистов. 10 августа 1922 года была создана Сан-Маринская фашистская партия. Фашисты добились роспуска Большого генерального совета. К 1926 году в Сан-Марино фактически установилась диктатура фашистов. Власть в республике находилась в руках старых олигархических группировок, прежде всего, семьи Гоцци. Во главе государства находились капитаны-регенты, ставшие членами фашистской партии. В 1923—1942 годах Джулиано Гоци пять раз занимал должность капитана-регента Сан-Марино. Законодательным органом стал Высший суверенный совет.

## Вторая мировая война
Во время Второй мировой войны республика сохраняла нейтралитет, несмотря на изначальное тесное сотрудничество с фашистским режимом соседней Италии. В сентябре 1940 года американский журнал «Time» написал, что Сан-Марино под давлением Италии объявило войну Великобритании, но вскоре это сообщение было опровергнуто правительством Сан-Марино.
После падения фашистского режима Муссолини в Италии, 27 июля 1943 года, фашистские капитаны-регенты Сан-Марино провозгласили роспуск фашистской партии и приняли на себя всю полноту власти. 28 июля состоялась массовая народная демонстрация, потребовавшая отставки профашистского правительства. Была создана массовая антифашистская организация под названием Комитет свободы. На выборах в Большой генеральный совет 5 сентября 1943 г. Комитет свободы одержал полную победу.
Но после того как Муссолини создал в сентябре 1943 в Северной Италии Итальянскую социальную республику, фашисты в Сан-Марино захватили правительственный дворец и потребовали отставки избранного правительства. В итоге 23 октября 1943 года был сформирован Государственный совет с участием фашистов и 28 октября Большой генеральный совет официально передал полномочия Государственному совету.

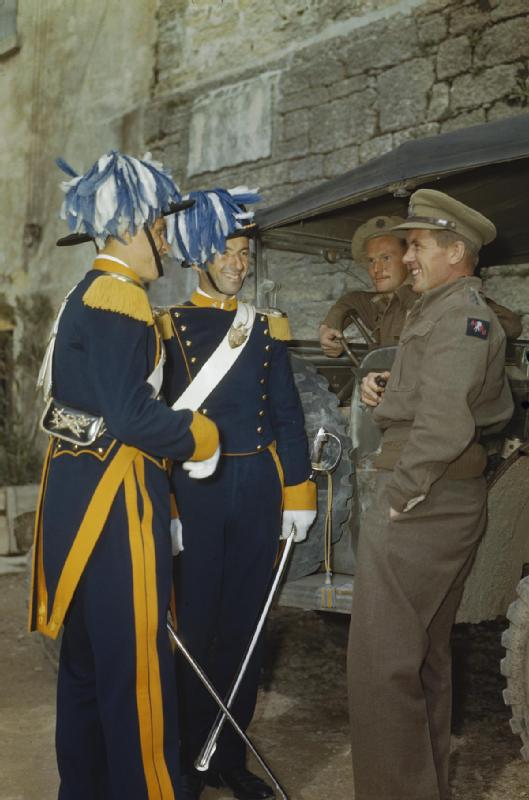
Новые капитаны-регенты Сан-Марино с британскими военными в октябре 1944 г.

26 июня 1944 года британская авиация нанесла бомбовые удары по территории карликового государства, основываясь на ошибочных данных разведки, что Сан-Марино оккупирован немецкими войсками и используется ими в качестве базы снабжения. При этом официально Британия войну республике не объявляла. В ходе бомбардировки было уничтожено железнодорожное полотно, проходившее через территорию республики, и погибли 63 мирных жителя. Позднее британское правительство признало, что авианалёт был неоправданным и ошибочным.
Надежда властей Сан-Марино избежать дальнейшего вовлечения в конфликт была значительно подорвана, когда 27 июля 1944 года немецкое командование письменно уведомило правительство республики, что её суверенитет может быть нарушен по военным соображениям, связанным с необходимостью прохода немецких частей и колонн снабжения через эту территорию. При этом в коммюнике германское командование выразило надежду, что обстоятельства позволят избежать оккупации страны Вермахтом.
В итоге, в начале сентября того же года Сан-Марино всё же был ненадолго оккупирован германской армией, но 20 сентября вооружённые силы Британского содружества (преимущественно подразделения индийских гуркхов), выбили немцев и оккупировали карликовое государство в ходе битвы при Монте-Пулито. 23 сентября 1944 года Большой генеральный совет отменил передачу полномочий Государственному совету, был восстановлен Комитет свободы.
В марте 1945 на выборах в Большой генеральный совет одержал победу Комитет свободы, завоевав 40 из 60 мест (при этом 18 мест достались коммунистической партии).

## Послевоенный период и современность
До 1957 года у власти в Сан-Марино находилась коалиция социалистической и коммунистической партий, чьи представители занимали посты капитанов-регентов. Были национализированы некоторые предприятия, была проведена аграрная реформа, в результате которой наемный сельскохозяйственный работник должен был получать не менее 60 % всего урожая.
В 1950 было решено открыть казино и начать строительство мощных радио- и телевизионной станций. В ответ Италия объявила блокаду республике, которая продолжалась до конца 1951 г. В 1953 году Сан-Марино и Италия подписали договор, по которому Сан-Марино отказывалось от этого строительства в обмен на регулярную денежную компенсацию.

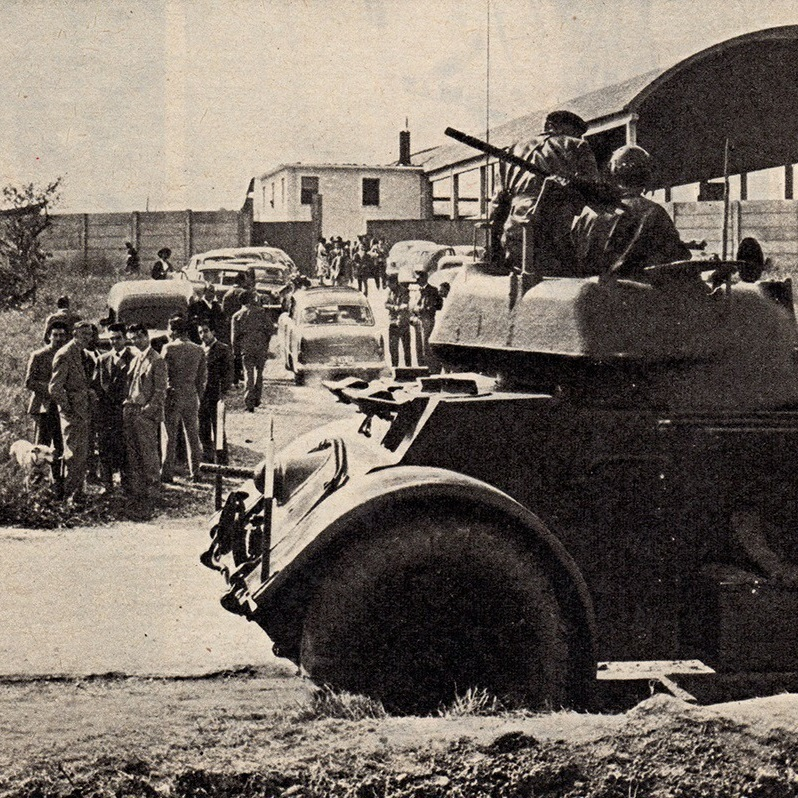
Бронеавтомобиль итальянских карабинеров в Сан-Марино в октябре 1957 года

В 1957 году вспыхнул политический конфликт, ставший известным под названием Fatti di Rovereta, и проходивший с участием вооружённых сил Италии. В Социалистической партии произошёл раскол и отколовшаяся группа «независимых социалистов» вступила в союз с оппозиционными партиями. В результате левая коалиция лишилась большинства в Большом генеральном совете. 18 сентября 1957 года был распущен парламент и было объявлено о проведении новых выборов. Однако оппозиция во главе с христианскими демократами, поддерживаемая властями Италии, отказалась признать это решение. 28 сентября итальянские карабинеры с танками и бронемашинами блокировали Сан-Марино. 30 сентября оппозиция создала параллельное временное правительство в поселке Роверета и объявила о смещении капитанов-регентов. Это параллельное правительство было признано Италией и США. В результате правительство республики ушло в отставку, 12 октября Сан-Марино было оккупировано итальянскими карабинерами, а 24 октября христианские демократы и их союзники назначили новых капитанов-регентов и новый состав правительства. Бывшие капитаны-регенты и другие деятели левых сил были отданы под суд, в 1958 году было введено чрезвычайное положение. Сан-маринцы, жившие за границей, получили право голосовать по почте, что позволило христианским демократам и социал-демократам одержать победу на всеобщих выборах 1959 года. Их коалиция продержалась у власти до 1973 года.
На выборах 1974 левые партии добились успеха, но правительство вновь сформировали христианские демократы и социал-демократы. Страна переживала в этот период значительные экономические трудности. Было решено повысить налоги и таможенные сборы. В мае 1978, на выборах победили левые партии. Левому правительству удалось к 1983 сократить безработицу. Правительство добивалось от Италии пересмотра наложенных на Сан-Марино ограничений в области радио и телевидения.
Но правительство подрывали финансовые скандалы и в июле 1986 года был сформирован новый кабинет из христианских демократов и коммунистов.
В октябре 1987 года Сан-Марино подписало с Италией соглашения, по которым упразднялся один из параграфов договора 1953, касающийся радио и телевидения, и Сан-Марино получило право иметь государственный телецентр. Однако при этом Италия получила возможность в течение 15 лет участвовать в его организации и деятельности.
В феврале 1992 года христианские демократы сформировали новое правительство с участием социалистов.
В 1999 году парламент принял закон о том, что в будущем сан-маринское гражданство будет передаваться не только по отцовской, но и по материнской линии, а сан-маринцы, живущие за границей, должны будут формально заявить о том, хотят ли они оставаться гражданами республики. Оппозиционные партии прогрессивных демократов и Народный альянс высказались против этой реформы и инициировали проведение референдума, на котором реформа была отклонена.